# Stanisław Dąbrowa-Kostka
Stanisław Dąbrowa-Kostka (ur. 11 października 1924 w Przemyślu, zm. 27 marca 2019 w Krakowie) – porucznik Armii Krajowej, podpułkownik Wojska Polskiego.

## Życiorys
Był synem Wilhelma, uczestnika walk o Przemyśl w 1918, pracownika poczty, i Barbary z domu Laskownickiej. Uczęszczał do szkół powszechnych w Przemyślu i w Kępie (Kępnie?), gdzie w 1933 r. wstąpił do organizacji harcerskiej „Wilczki”. Od 1937 r. był uczniem II Liceum Ogólnokształcącego im. Kazimierza Morawskiego w Przemyślu. Do 14 września 1939 pełnił jako harcerz służbę łącznika Komendy Obrony Przeciwlotniczej Przemyśl-Zasanie. Następnie od połowy września 1939 współorganizował na bazie kadry harcerskiej samodzielną grupę konspiracyjną, która z czasem przyjęła nazwę Lipowica i objął jej dowództwo. Od wiosny 1940 kontynuował przerwaną wojną naukę w Staatliche Handelsschule, a następnie Aufbauklasse (Szkoła Handlowa i Klasa Administracji Handlowej) i na kompletach tajnego nauczania w zakresie szkoły średniej. W czerwcu 1941 po nawiązaniu kontaktu ze Związkiem Walki Zbrojnej został pod pseudonimem „Dąbrowa” razem z Romanem Łabą „Leliwą” zaprzysiężony do ZWZ w Placówce nr 1 Przemyśl-Zasanie. 11 listopada awansował na starszego strzelca. W czerwcu 1942 r. jego kuzyn, inż. Kazimierz Wochański „Gad”, komendant powiatowy Polskiej Organizacji Zbrojnej, powierzył mu dowództwo plutonu ze składu Lipowicy, za jego zgodą zaprzysiężonej w całości do POZ. W sierpniu 1942 r., po scaleniu POZ z Armią Krajową, objął dowództwo plutonu specjalnego w pionie wywiadu i kontrwywiadu Komendy Obwodu AK Przemyśl-Zasanie, którego szefem został Kazimierz Wochański. Od sierpnia 1942 r. do czerwca 1943 r. organizował i dowodził oddziałem dyspozycyjnym Komendy Obwodu AK Przemyśl jako oficer propagandy i redagował tajne pismo „Placówka”, uczestniczył w akcjach bojowych, dywersyjnych i likwidacyjnych, oraz w konspiracyjnych Kursach Szkoły Podchorążych Rezerwy Piechoty. W czerwcu/lipcu 1943 po rozbiciu Komendy Obwodu AK Przemyśl przez Niemców został przeniesiony do jednostki specjalnej Kedywu, gdzie od sierpnia do grudnia tego roku był adiutantem podkarpackiego Ośrodka Kedywu (Kierownictwa Dywersji) krypt. Jemioła.
Ppor. Zbigniew Zawiła zaproponował mu udział w akcji na więzienie w Jaśle pod dowództwem Zenona Soboty (akcja „Pensjonat”). W ramach tej akcji Dąbrowa-Kostka dowodził tylną strażą podczas odskoku w nocy z 5 na 6 sierpnia 1943 r. i został za nią odznaczony Krzyżem Srebrnym Orderu Wojennego Virtuti Militari. Uczestniczył w akcji na placówkę Abwehry (według innego źródła: Organizacji Todta) w liegenschafcie w Bratkówce 4 października 1943.
Od marca 1944 przebywał w Krakowie, gdzie w maju tego roku wziął udział pod komendą Soboty w zaniechanej („propagandowej”) akcji odbicia komendanta Okręgu Kraków AK płk. Józefa Spychalskiego z niemieckiego transportu więziennego.
W maju 1944 r. nadzorował transport broni z Krakowa do Rzeszowa. W czerwcu 1944 r. powrócił do Rzeszowa, gdzie wziął udział w przygotowaniach do akcji „Burza”, za którą został odznaczony Krzyżem Walecznych.
18 sierpnia 1944, po zajęciu Rzeszowa przez Sowietów i AK, aresztowany przez NKWD – zbiegł. Na rozkaz komendanta Podokręgu Rzeszów AK płk. dypl. dr. Kazimierza Putka „Zwornego” zorganizował komórkę legalizacyjną (tworzącą fałszywe dokumenty) i kierował jej działalnością do końca października tegoż roku. 11 listopada 1944 został awansowany na stopień podporucznika.
W grudniu 1944 r., po aresztowaniu płk. „Zwornego” z całym sztabem podokręgu, korzystając ze starych kontaktów, zameldował się u inspektora AK Przemyśl, mjr. Bronisława Wohanki „Ludwika” i pod nowym pseudonimem „Dzierżyński” objął stanowisko oficera dywersji Komendy Obwodu Przemyśl AK. Od grudnia 1944 r. do sierpnia 1945 r. Stanisław Dąbrowa-Kostka jako oficer dywersji Komendy Obwodu AK-DSZ odtworzył struktury rozbite przez aresztowania. Gromadził broń i sformował oddział, którego celem była obrona ludności cywilnej przed rabunkiem. Oddział ten został rozformowany dopiero w sierpniu 1945 r. 1 stycznia 1945 r. otrzymał kolejny awans oficerski na stopień porucznika.
Działając w starych strukturach AK pod nowymi nazwami „Niepodległość” i Delegatura Sił Zbrojnych na Kraj, w maju 1945 r. sformował oddział partyzancki w sile kompanii i dowodził nim początkowo na terenach byłego Obwodu AK Przemyśl, a potem Obwodów Sanok i Krosno. W sierpniu na rozkaz mjr. „Ludwika” rozwiązał oddział. Z końcem września skierowany został do Krakowa na stanowisko szefa Wydziału Informacji i Bezpieczeństwa oraz dowódcy „Straży” (zbrojne zespoły ochrony WiN), będącego w początkowym stadium organizacyjnym Rejonu Zrzeszenia „Wolność i Niepodległość” (następnie „Wolność i Niezawisłość”), który obejmował całe województwo krakowskie. W październiku 1945 r. zarejestrował się w komisji ujawnieniowej AK, zatajając jednak całą swoją działalność od sierpnia 1944 r. 5 marca 1946 r. wpadł w ubowską zasadzkę w lokalu, gdzie miał przeprowadzić kolejną odprawę powiatowych kierowników pionu informacji i bezpieczeństwa WiN-u. Po trzymiesięcznym śledztwie w krakowskiej komendzie Wojewódzkiego Urzędu Bezpieczeństwa Publicznego odtransportowano go do więzienia przy ul. Senackiej. 11 lipca 1946 r. wyrokiem Wojskowego Sądu Rejonowego w Krakowie skazany został na 7 lat więzienia, mimo że na podstawie znalezionych przy nim dokumentów udowodniono mu tylko działalność w organizacji „Zrzeszenie” (nie łącząc tego z WiN) od grudnia 1945 do marca 1946 roku. 6 sierpnia 1946 r. w kaplicy tegoż więzienia zawarł związek małżeński z Anną Stahlówną (1925–2003), wnuczką Leonarda Stahla. 5 marca 1947 r. na podstawie amnestii zmniejszono mu wyrok o połowę. Więziony był w Krakowie przy ul. Senackiej i Montelupich oraz w Rawiczu i Wronkach. Po zwolnieniu w dniu 6 września 1949 r. nie dopełnił obowiązku meldowania się w Urzędzie Bezpieczeństwa Publicznego, skutkiem czego z żoną, potem jeszcze z czwórką małych dzieci, musiał wielokrotnie zmieniać miejsce zamieszkania i pracy. W roku 1950 nieokreślona bliżej komisja wojskowa odebrała mu stopień oficerski, zweryfikowany po ujawnieniu. W latach 1950–1970 był m.in. księgowym w PGR, majstrem w spółdzielni produkującej zabawki, urzędnikiem MHD, kierownikiem domów wypoczynkowych „Orbis”, kierownikiem technicznym spółdzielni zabawkarskiej, projektantem zabawek i rzecznikiem prasowym spółdzielni oraz dorywczo zarabiał na życie jako plastyk i publicysta. 
Był członkiem założycielem Grupy Rabczańskiej GOPR (obecnie Grupy Podhalańskiej GOPR), a w latach 1956–1961 jej prezesem.
W roku 1970 uzyskał uprawnienia emerytalne i rentę inwalidy wojennego. W okresie powojennym Stanisław Dąbrowa-Kostka aktywnie uczestniczył w pracach Komisji Badania Zbrodni Hitlerowskich i Komisji Historycznej ZBoWiD jako członek Związku Inwalidów Wojennych RP, Stowarzyszenia Dziennikarzy Polskich, ZAiKS, Stowarzyszenia Żołnierzy AK.
Był autorem książek, opracowań i artykułów. Wydał własne książki: W okupowanym Krakowie (Warszawa 1972), Hitlerowskie afisze śmierci (Kraków 1983); i jako współautor: Dynamit (Kraków 1964), Akcja „N” (Warszawa 1973), Rozkaz: zdobyć więzienie (Kraków 1988), Przemyśl w oczach pisarzy (Londyn 1994).
Szczególnie angażował się w działalność harcerską, za którą został uhonorowany stopniem Instruktora Przewodnika ZHP.
Za udział w akcji uwolnienia więźniów z jasielskiego więzienia w nocy z 5/6 sierpnia 1943 r., Rada Miejska Jasła uchwałą z dnia 9 czerwca 2003 r., nadała Stanisławowi Dąbrowie-Kostce tytuł Honorowego Obywatela Miasta Jasła.
Zmarł w nocy z 26/27 marca 2019 w KrakowiePochowany na Cmentarzu wojskowym przy ul. Prandoty w Krakowie (pas E-III-7).
Awanse służbowe
- starszy strzelec – 11 listopada 1942
- kapral podchorąży – maj 1943
- podporucznik – 11 listopada 1944
- porucznik – 1 stycznia 1945
- kapitan – zweryfikowany 18 października 1989
- major – 23 lutego 1993
- podpułkownik – 6 grudnia 2002

## Odznaczenia
- Krzyż Srebrny Orderu Wojennego Virtuti Militari[5]
- Krzyż Komandorski Orderu Odrodzenia Polski (1993)[6]
- Krzyż Oficerski Orderu Odrodzenia Polski
- Krzyż Walecznych
- Srebrny Krzyż Zasługi z Mieczami
- Krzyż Partyzancki
- Krzyż Armii Krajowej
- Medal Wojska
- Złoty Krzyż „Za Zasługi dla ZHP” z Rozetą z Mieczami
- Złoty Krzyż Małopolski[7]